# 伯恩特伍德 (堪薩斯州)
伯恩特伍德（英語：Burntwood）是位於美國堪薩斯州羅林斯縣的一個鬼鎮。

## 歷史
伯恩特伍德的郵政局於1886年設立，其後於1899年停運，1903年重設後又於1907年結束營運。

## 地理
伯恩特伍德所處的海拔為高於海平面994米（即3261英呎），而該地所採用的時區為UTC-6，即北美中部時區（CST）。同時該地設有夏令時間，為UTC-6調快一小時，即UTC-5（CDT）。